# Sylvia Stolz

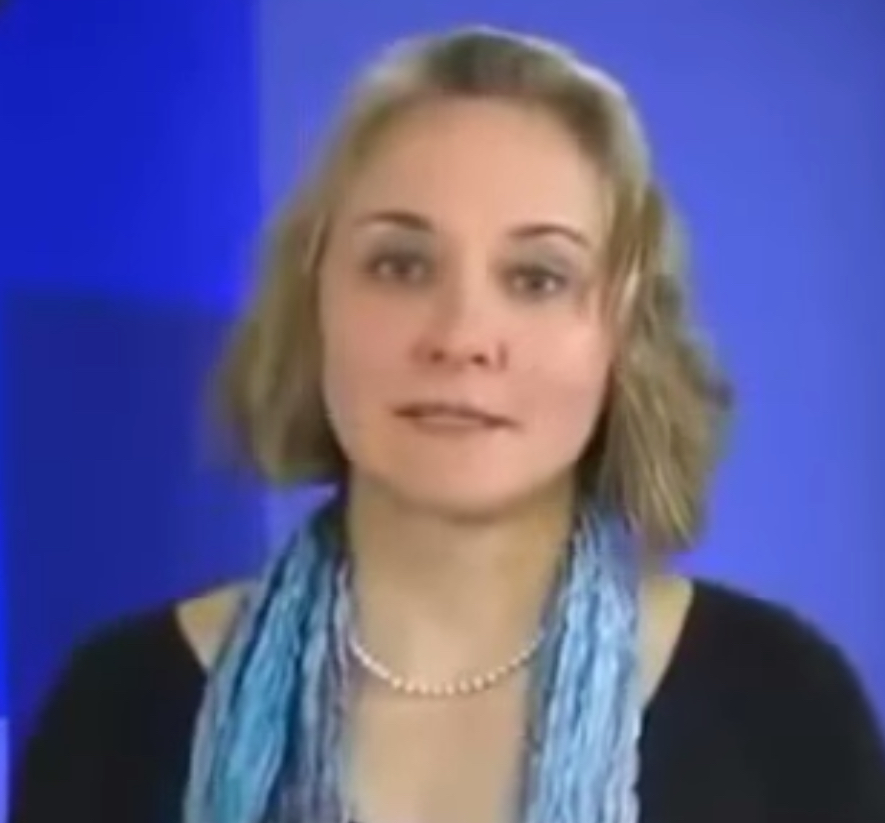
Sylvia Stolz (2013)

Sylvia Stolz (n. 6 august 1963, München) este o avocată germană din Ebersberg, care este adeptă a mișcării neonaziste. A devenit cunoscută ca apărătoare a unor extremiști de dreapta ca Horst Mahler, Germar Rudolf, Rigolf Hennig și Ernst Zündel. De asemenea s-a făcut remarcată ca negaționistă a Holocaustului.
Sylvia Stolz a fost judecată la rândul ei pentru incitare la ură etnică și alte ofense. Verdictul a fost dat la data de 14 ianuarie 2008 de către Tribunalul din Mannheim, pedeapsa constând într-o condamanare la trei ani și jumătate de închisoare. În plus, a primit și o interdicție de a exercita meseria de avocat pe o perioadă de cinci ani, pentru că a folosit abuziv activitatea de avocat pentru răspândirea unor teze revizioniste. În urma unei contestări a pedepsei, sentința fost redusă cu trei luni. Pe 13 aprilie 2011 a fost eliberată din închisoare.